# Gekisai
Gekisai, auch Gegsai, (japanisch 撃砕, dt. „Festung niederreißen“) sind zwei Kata des Karate-Stils Gōjū-Ryū. Es gibt die Varianten Gekisai-Dai-Ichi (japanisch 撃砕大一 oder 撃砕第一, Gekisai I) und Gekisai-Dai-Ni (japanisch 撃砕大二 oder 撃砕第二, Gekisai II).

## Einordnung
Die beiden Gekisai gehören zur Kategorie Fukyu-Gata (dt. „verbreitete Kata“ → Anfänger-Kata) und zum Typus Kaishu-Gata (dt. „Kata der geschlossenen Hand“). Die Gekisai wurden von Chōjun Miyagi zu Anfang des 20. Jahrhunderts entwickelt. Ebenso wie die Taikyoku sollen die Gekisai Anfängern einen Einstieg in die klassischen Koryū-Gata (dt. „Kata der alten Schule“) chinesischen Ursprungs ermöglichen. Allerdings kommt den beiden Gekisai eine größere Bedeutung zu, da sie zu den zwölf Kata zählen, die von Chōjun Miyagi für das Gōjū-Ryū festgelegt wurden.

## Beschreibung und Vergleich
Gekisai-Dai-Ichi und Gekisai-Dai-Ni wirken insgesamt kraftvoll und dynamisch. Gekisai-Dai-Ichi ist vom Ablauf ein wenig kürzer und wirkt u. a. durch den Yama zuki (dt. Berg-Stoß, gleichzeitiger Faststoß mit beiden Fäusten jōdan und chūdan) am Ende der Kata härter. In der Gekisai-Dai-Ichi wird das „Gō“-Element (dt. hart) des Gōjū-Ryū stärker betont.
Gekisai-Dai-Ni ist durch den Vorwärts-/Rückwärts-Schritt im Sanchin-Dachi in Verbindung mit Kake-Uke vom Ablauf ein wenig länger. U. a. durch den Nekoashi-Dachi in Verbindung mit Mawashi-Uke gegen Ende der Kata wirkt sie weicher. In der Gekisai-Dai-Ni wird das „Jū“-Element (dt. weich) stärker betont.

## Sonstiges
- Geksai-Dai-Ichi wurde in modifizierter Form als Fukyu-Kata Ni ins Shōrin-Ryū übernommen.
- Zur Zeit des Zweiten Weltkrieges wurden viele Techniken der Gekisai deutlich höher ausgeführt. Angeblich galt dies den Amerikanern, die durchschnittlich größer als die Japaner waren.

## Wettkampf
Gekisai-Dai-Ichi und Gekisai-Dai-Ni gehören im Deutschen Karate Verband zu den Pflichtkata (Shitei-Kata) auf Bezirks- und Landesmeisterschaften.

## Videos
- Andreas Ginger: Goju-Ryu Kata. Videoproduktion Geupel (DVD, ohne Altersbeschränkung, ca. 100 min)
- Mario Holderbach: Goju-Ryu-Kata. Best Fitness Solutions (DVD, ohne Altersbeschränkung)